# Centrale de Ratcliffe-on-Soar
La centrale de Ratcliffe-on-Soar est une centrale thermique alimentée au charbon située dans les Midlands de l'Est au Royaume-Uni.
Elle est lors de sa fermeture le 30 septembre 2024 la dernière en activité de ce pays. Avec son arrêt, le Royaume-Uni devient le premier pays du G7 à abandonner le charbon comme source d'énergie.